# 斯诺马斯村 (科罗拉多州)
斯诺马斯村（英語：Snowmass Village），是美国科罗拉多州皮特金县下属的一座城市。建市于1905年5月30日，面积大约为25.821平方英里（66.875平方公里）。根据2010年美国人口普查，该市有人口2,826人。2011年估计该市有人口2,818人，相比2010年人口增长率为-0.28%。同时，论人口该市是科罗拉多州第94大城市。